# Sidi Zouine (centre urbain)
Sidi Zouine (en arabe : سيدي الزوين) est le centre urbain de la commune rurale de Sidi Zouine de la préfecture de Marrakech, dans la région Marrakech-Safi, au Maroc.

## Démographie
Sidi Zouine ville a connu, de 1994 à 2004 (années des derniers recensements), une hausse de population, passant de 8 023 à 10 067 habitants.